# Ludger Charpentier
Ludger Charpentier, né en 1887 à L'Épiphanie au Québec (Canada) et mort en 1973, est un photographe québécois. Il a produit des milliers de cartes postales présentant des villes et villages du Québec au XXe siècle.

## Biographie
Ludger Charpentier naît à L'Épiphanie en 1887,. C'est dans cette ville qu'il entame ses activités de photographe et qu'il commence à produire, à partir des années 1920, des cartes postales. Il s'installe par la suite à Montréal, sur la rue Notre-Dame est.

## Galerie

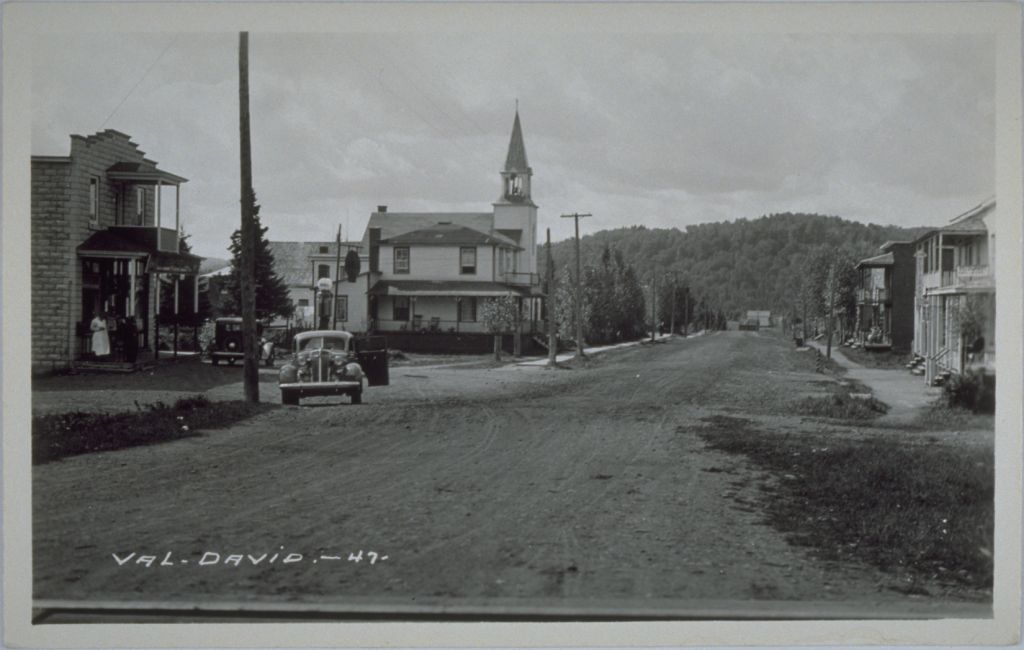
Village de Val-David.
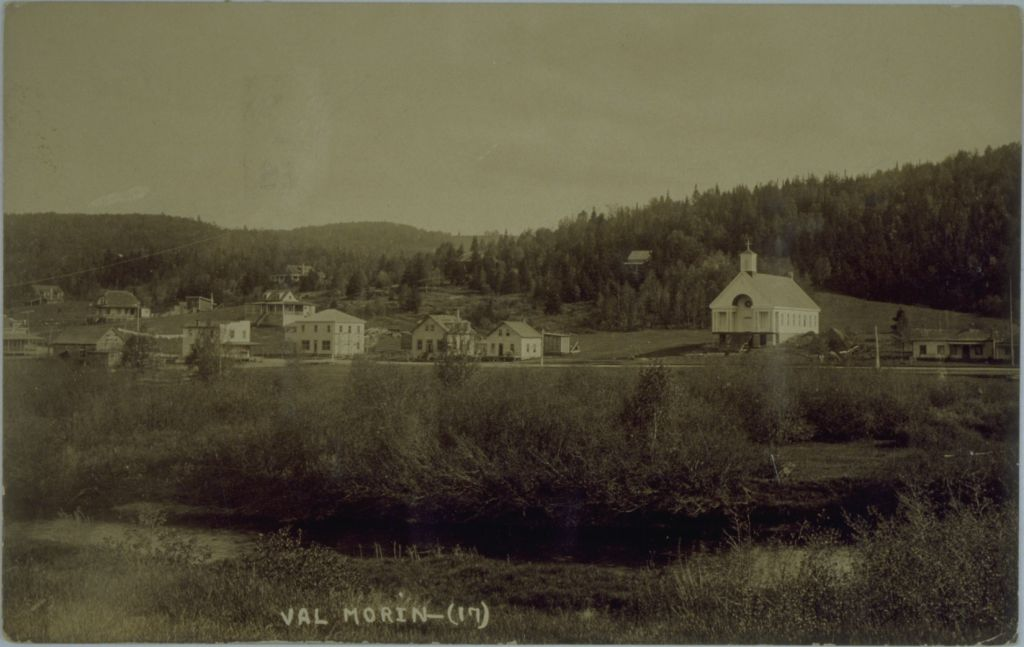
Village de Val-Morin.